# Карміна Хіральдо
Карміна Хіральдо (ісп. Carmiña Giraldo; нар. 6 серпня 1976) — колишня колумбійська тенісистка.
Найвищу одиночну позицію світового рейтингу — 256 місце досягла 22 вересня 1997, парну — 300 місце — 15 липня 1996 року.

## Фінали ITF

### Одиночний розряд (3–2)
| Результат | Ранг | Дата              | Турнір                     | Покриття | Суперниця             | Рахунок       |
| --------- | ---- | ----------------- | -------------------------- | -------- | --------------------- | ------------- |
| Поразка   | 1.   | 15 листопада 1992 | Фріпорт, Багамські Острови | Тверде   | Ліса Елбено           | 2–6, 4–6      |
| Поразка   | 2.   | 15 листопада 1993 | Сан-Сальвадор, Сальвадор   | Тверде   | Марія Долорес Кампана | 1–6, 6–4, 3–6 |
| Перемога  | 1.   | 18 вересня 1995   | Манісалес, Колумбія        | Ґрунт    | Маріана Діас-Оліва    | 6–3, 6–4      |
| Перемога  | 2.   | 15 жовтня 1995    | Ла-Пас, Болівія            | Ґрунт    | Лінда Янссон          | 6–2, 6–4      |
| Перемога  | 3.   | 30 вересня 1996   | Богота, Колумбія           | Ґрунт    | Х'яна Гутьєррес       | 6–1, 6–3      |

### Парний розряд (1–10)
| Результат | Ранг | Дата              | Турнір                           | Покриття | Партнерка        | Суперниці                         | Рахунок       |
| --------- | ---- | ----------------- | -------------------------------- | -------- | ---------------- | --------------------------------- | ------------- |
| Поразка   | 1.   | 19 квітня 1993    | Сан-Сальвадор, Сальвадор         | Ґрунт    | Сесілія Інкапіе  | Шочітль Ескобедо Хімена Родрігес  | 2–6, 6–2, 4–6 |
| Поразка   | 2.   | 3 жовтня 1993     | Ліма, Перу                       | Ґрунт    | Хімена Родрігес  | Магалі Бенітес Міріам Д'Агостіні  | 4–6, 2–6      |
| Поразка   | 3.   | 10 жовтня 1993    | Ла-Пас, Болівія                  | Ґрунт    | Хімена Родрігес  | Карла Родрігес Лорена Родрігес    | 5–7, 2–6      |
| Поразка   | 4.   | 15 листопада 1993 | Сан-Сальвадор, Сальвадор         | Тверде   | Хімена Родрігес  | Марія Долорес Кампана Джоанн Мур  | 3–6, 4–6      |
| Поразка   | 5.   | 8 серпня 1994     | Падерборн, Німеччина             | Ґрунт    | Нанні де Вільєрс | Нора Байчикова Сімона Недоростова | 2–6, 4–6      |
| Поразка   | 6.   | 15 серпня 1994    | Бергіш-Гладбах, Німеччина        | Ґрунт    | Нанні де Вільєрс | Забіне Герке Елізабет Габелер     | 3–6, 2–6      |
| Поразка   | 7.   | 4 грудня 1994     | Сан-Паулу, Бразилія              | Тверде   | Паула Уманья     | Ванесса Менга Лусіана Телла       | 2–6, 3–6      |
| Поразка   | 8.   | 11 вересня 1995   | Букараманга, Колумбія            | Ґрунт    | Маріана Меса     | Джоанн Мур Хімена Родрігес        | 5–7, 6–4, 4–6 |
| Перемога  | 1.   | 8 квітня 1996     | Кальві (Верхня Корсика), Франція | Тверде   | Хімена Родрігес  | Alida Gallovits Петра Плачкова    | w/o           |
| Поразка   | 9.   | 30 вересня 1996   | Богота, Колумбія                 | Ґрунт    | Джоанн Мур       | Х'яна Гутьєррес Роміна Оттобоні   | 6–1, 3–6, 1–6 |
| Поразка   | 10.  | 16 червня 1997    | Казерта, Італія                  | Ґрунт    | Паула Раседо     | Лімор Габай Людмила Скавронська   | 3–6, 3–6      |